# Andorháza
Andorháza (korábban Adriáncz, szlovénül: Adrijanci) falu Szlovéniában a Muravidéken, Péterhegy községhez tartozik.

## Fekvése
Muraszombattól 24 km-re északra, Péterhegytől 2 km-re északkeletre a magyar határhoz közel,  a Vendvidéki-dombság a Goričko területén a Kerkába igyekvő Andorházi-patak partján fekszik. A legutóbbi adatok szerint 164 lakója van.

## Népessége
| Lakosok száma | 214  | 164  | 164  | 144  | 134  |
|               | 1991 | 2002 | 2011 | 2017 | 2020 |

## Története
Első írásos említése "Adrian in valle seu districtu Sool" alakban 1366-ból származik. Ekkor a Balog nembeli Felsőlendvai Széchy Miklós birtoka, a felsőlendvai uradalom részét képezte. A Széchy család fiágának kihalása után 1685-ban Felsőlendva új birtokosa Nádasdy Ferenc, Széchy Katalin férje lett. Ezután az uradalommal együtt egészen a 19. század második feléig a Nádasdyaké. Később a Széchenyi, Muray és Vidos családok voltak a fő birtokosai.
Vályi András szerint "ADRIANTZ. Tót falu Vas Vármegyében, birtokosa Gróf Nádasdy Uraság, lakosai katolikusok, fekszik Sz. Gothárdtol egy, és 1/4 mértföldnyire, a’ felső Lendvai Uradalomban, nevezetes tulajdonságai vagynak ugyan e’ helységnek, mellyek miatt az első Osztálybéliek közzé számláltathatnék; de mivel határja soványos, a’ második Osztályba tétettetett. " 
Fényes Elek szerint "Adriáncz, Vas vmegyében, F. Lendvai uradalomhoz tartozik, és azt gróf Nádsasdy Lipót ur, Ő Exc. volt jobbágyi lakják; hegyen fekszik, 9 3/8 urbéri telekből, 20 gazda, és 3 zsellér házból áll. Az uraságnak allodiáturája itt nincs. Földe igen sovány, sárga és, vörös agyagból áll többnyire és némelly helyeken igen kövecses is. A fenyves erdők országa már itt kezdődik, és egész Tótsági kerület (Vandalusok lakfölde) többnyire csak fenyves erdőkkel bővelkedik. A sovány föld mind a mellett szép fenyőfákat nevel. Nem kell itt emberi kéz, s szorgalom által fenyves erdőt mivelni, mert azt maga a természet miveli, úgy, hogy 4–5 évekig a parlagban hagyatott szántóföldeket, már a fenyves felveri. Termesztetik mind a mellett búza, rozs, zab, kukoricza és hajdina kiváltképen nagy mennyiségben; és néha ebben bőtermés is szokott lenni. – A marhatenyésztés a jobbágyságnál rossz állapotban van. Bora kevés, de a mi terem jó asztali bor, és egészséges; de azonban a szőlők is rosszul miveltetnek. – Lakosi szegények, és többnyire cséplés, és aratás által Zala és Somogy megyékben keresik kenyeröket, azért nagyobb része magyarul jól is beszél. Többnyire az ágostai vallást követik, és kevés római katholikus van köztök.."
Vas vármegye monográfiája szerint "Andorháza, vend község, 78 házzal. A lélekszám 424. Vallásuk r. kath, és ág. ev. Postája Tót-Keresztúr, távírója Bellatincz. Földesurai a Széchenyi-, Nádasdy-, Muray- és Vidos-családok voltak."
1910-ben 409, túlnyomórészt szlovén lakosa volt.
A trianoni békeszerződés előtt Vas vármegye Muraszombati járásához tartozott, majd a Vendvidéki Köztársaság, utána a Szerb–Horvát–Szlovén Királyság (1929-től Jugoszlávia) vette birtokba. 1941-45 között újból magyar, után ismét jugoszláv fennhatóság alá került.

## Nevezetességei
- Evangélikus kápolnája 1928-ba épült, 2006-ban renoválták.
- A kápolna közelében áll a Falaut (vendül Csibész) nevű ház, melyben borozó működik, udvarán pedig múzeum található, ahol a környékbeli gazdálkodás régi eszközei és gépei tekinthetők meg.
- Kulturális emlék az 1912-ben épített népiskola épülete, ma közösségi ház és tűzoltószertár.